# 特鲁多维克 (扎波罗热州)
47°19′0″N 35°20′36″E / 47.31667°N 35.34333°E
特魯多維克（烏克蘭語：Трудовик）是位於烏克蘭東南部的村莊，由扎波羅熱州瓦西里夫卡區的羅茲多爾市鎮負責管轄。該村始建於1922年，面積0.18平方公里，海拔高度83米，2001年人口24，人口密度每平方公里133.3人。